# Cerro Prieto Oriente
Cerro Prieto Oriente är en ort i Mexiko.   Den ligger i kommunen Coroneo och delstaten Guanajuato, i den centrala delen av landet, 160 km nordväst om huvudstaden Mexico City. Cerro Prieto Oriente ligger 2 469 meter över havet och antalet invånare är 317.
Terrängen runt Cerro Prieto Oriente är kuperad åt sydväst, men åt nordost är den platt. Runt Cerro Prieto Oriente är det ganska glesbefolkat, med 50 invånare per kvadratkilometer. Närmaste större samhälle är Coroneo, 5,1 km sydost om Cerro Prieto Oriente. I omgivningarna runt Cerro Prieto Oriente växer huvudsakligen savannskog.